# Đá Thanh Kỳ
Đá Thanh Kỳ (tiếng Anh: Ardasier Breakers; tiếng Trung: 息波礁; bính âm: Xībō jiāo, Hán-Việt: Tức Ba tiêu) là một rạn san hô thuộc cụm An Bang (cụm Thám Hiểm) của quần đảo Trường Sa. Đá này nằm về phía đông của đá Kỳ Vân và phía bắc của bãi Kiêu Ngựa.
Đá Thanh Kỳ là đối tượng tranh chấp giữa Việt Nam, Đài Loan, Philippines, Malaysia và Trung Quốc. Hiện chưa rõ nước nào thực sự kiểm soát đá này.

## Lịch sử
Ngày 15 tháng 4 năm 1987, Trung Quốc cáo buộc quân đội Việt Nam chiếm đóng đá Ba Tiêu (đá Thanh Kỳ) thuộc quần đảo Trường Sa, nhằm "chiếm hữu thềm lục địa gần đó và mở đường cho việc khai thác dầu trong tương lai". Bắc Kinh đòi Việt Nam phải rút khỏi Ba Tiêu và 9 hòn đảo khác và tuyên bố "bảo lưu quyền thu hồi các đảo này vào một thời điểm thích hợp".